# خانات مراغه
خانات مراغه (انگلیسی: Maragheh Khanate) به عنوان یکی از خانات آذربایجان ایران، مستقر در شهر مراغه و در آذربایجان واقع شده بود و برای بیش از یک صد سال نیمه مستقل از خاک کشور ایران شناخته می‌شد.